# Доргели
Доргели́ (кум. Дёргели) — село в Карабудахкентском районе Республики Дагестан.
Образует муниципальное образование село Доргели со статусом сельского поселения как единственный населённый пункт в его составе.

## Географическое положение

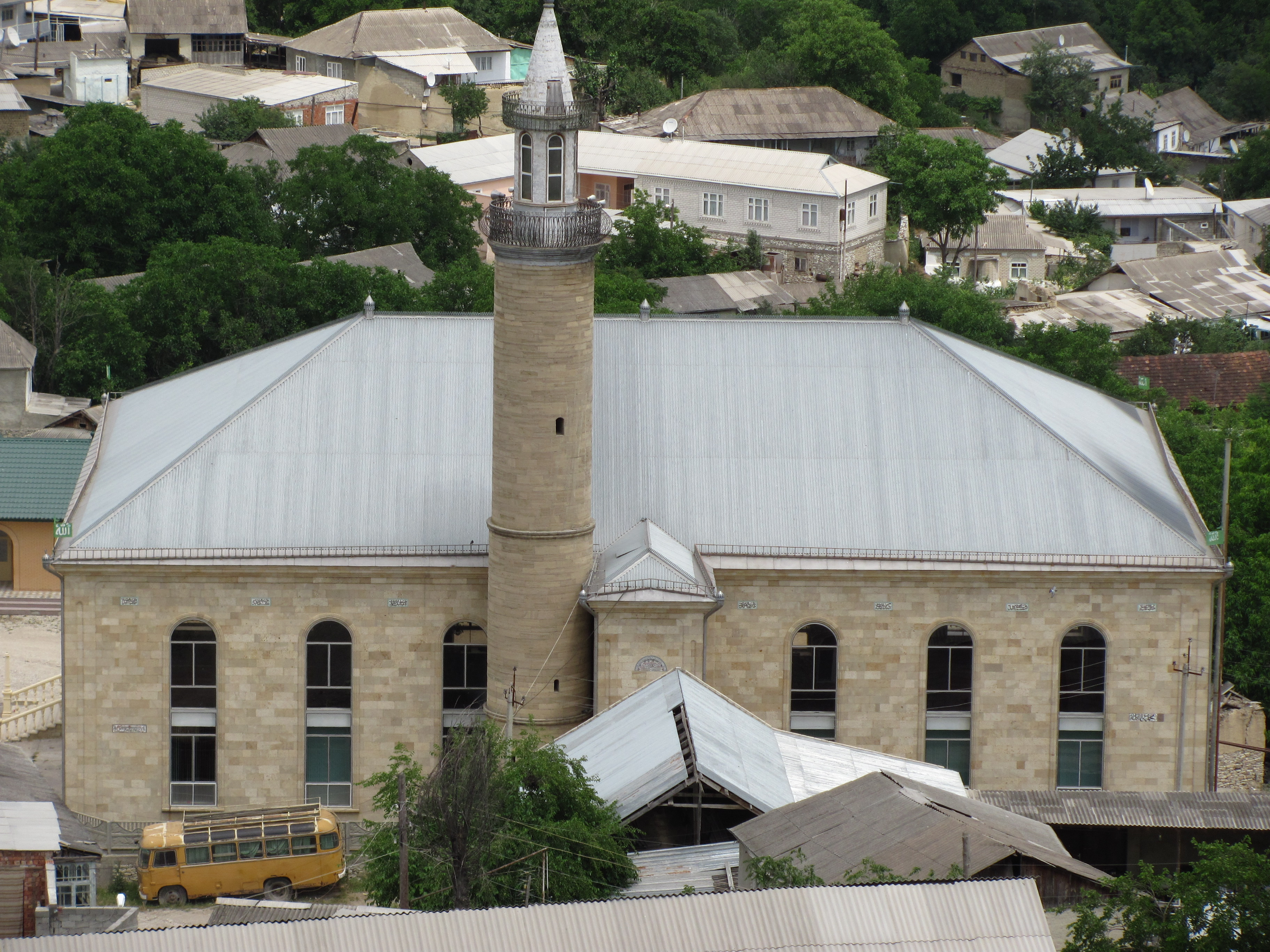

Село расположено в 26 км к западу от районного центра Карабудахкент и в 23 км к юго-востоку от города Буйнакск.

## История
Впервые упоминается в конце XIV века, как один из центров сопротивления нашествию Тамерлана. После разорения селения войсками Тамерлана его население пополнилось выходцами из города Аркас, население которого составляли кумыки. 
В 1402 году селение упоминается вновь в числе католических миссионерских центров ордена францисканцев в «стране Каспийских гор».
В XVI — начале XVII веков, Доргели входило в Тарковское шамхальство. В XVII—XIX веках селение входило в Мехтулинское ханство. В 1796 году Доргели указывалась столица Мехтулинского ханства .

## Население
| 1869  | 1888  | 1895  | 1926  | 1939  | 1959  | 1970  |
| ----- | ----- | ----- | ----- | ----- | ----- | ----- |
| 3903  | ↗4414 | ↗4620 | ↘3162 | ↘2761 | ↘2328 | ↗2903 |
| 1989  | 2002  | 2010  | 2012  | 2013  | 2014  | 2015  |
| ↗3169 | ↗4843 | ↗5783 | ↗5977 | ↗6171 | ↗6362 | ↗6523 |
| 2016  | 2017  | 2018  | 2019  | 2020  | 2021  | 2023  |
| ↗6660 | ↗6795 | ↗6949 | ↗7105 | ↗7259 | ↗8375 | ↗8529 |
| 2024  | 2025  |       |       |       |       |       |
| ↗8647 | ↗8777 |       |       |       |       |       |

Национальный состав
По данным Всероссийской переписи населения 2021 года:
| №        | Национальность | Численность, чел. | Доля    |
| -------- | -------------- | ----------------- | ------- |
| 1        | кумыки         | 8 279             | 98,85 % |
| 1.000001 | не указавшие   | 9                 | 0,10 %  |
| 1.000002 | прочие         | 87                | 1,03 %  |
| 1.000003 | всего          | 8 375             | 100 %   |

## Хозяйство
Люди в основном занимаются животноводством, птицеводством, сеют пшеницу, ячмень, кукурузу, картофель и др. Функционирует одна из крупнейших в Южном федеральном округе птицефабрика «Эльдама».

## Известные уроженцы
- Магомедгаджиев Назир (1891—1935), один из алимов Дагестана, учёный-теолог, энциклопедист, известен в литературе как «Назир ад Дургели». Автор многочисленных трактатов и статей по разным отраслям конфессиональных наук. Наиболее крупная работа его — «Нузхат ал-азхан фи тараджим улама Дагистан» («Услада умов, в жизнеописании дагестанских алимов»), на араб, яз., создана им в 20-е годы XX века[30].
- Магомед-Султан Байболатович Магомедов (7 июля 1955 года, Махачкала) — основатель и президент футбольного клуба «Анжи» (Махачкала), депутат Народного Собрания Республики Дагестан 1, 2, 3 и 4-го созывов, кандидат экономических наук. 24 марта 2010 года избран Председателем Народного Собрания Республики Дагестан[31]. Депутат Государственной Думы Российской Федерации 6-го созыва.
- Махмуд Гусейнович Амиралиев (25 января 1976 года, Махачкала) - российский политик и государственный деятель, глава Карабудахкентского района Республики Дагестан. Род Амиралиевых берет свое начало в селе Доргели Карабудахкентского района Республики Дагестан.
- Магомед Магомед-Султанович Магомедов (11 декабря 1987 года, Махачкала) -  российский футболист, нападающий. Самый молодой футболист в истории первого российского дивизиона, отметившийся голом.
- Шарапутдин Заирбекович Атаев (10 июня 1999, Доргели, Карабудахкентский район, Дагестан, Россия) -  российский боксёр, дагестанского происхождения, выступающий в полутяжёлой и в первой тяжёлой весовых категориях.